# 阿尔科拉
阿尔科拉（義大利語：Arcola），是意大利拉斯佩齐亚省的一个市镇。总面积16平方公里，人口10413人，人口密度650.8人/平方公里（2009年）。ISTAT代码为011002。